# Natação nos Jogos Pan-Americanos de 2015 - 200 m costas feminino
As competições dos 200 metros costas feminino da natação nos Jogos Pan-Americanos de 2015 foram realizadas em 15 de julho no Centro Aquático CIBC Pan e Parapan-Americano, em Toronto.

## Calendário
Horário local (UTC-4).
| Data        | Horário | Fase          |
| ----------- | ------- | ------------- |
| 15 de julho | 11:00   | Eliminatórias |
| 15 de julho | 20:25   | Final B       |
| 15 de julho | 20:32   | Final A       |

## Medalhistas
| Ouro   | CAN Hilary Caldwell    |
| Prata  | CAN Dominique Bouchard |
| Bronze | USA Clara Smiddy       |

## Recordes
Antes desta competição, os recordes mundiais e pan-americanos da prova eram os seguintes:
| Tipo                             | Atleta               | Tempo   | Local       | Data                  |
| -------------------------------- | -------------------- | ------- | ----------- | --------------------- |
|                                  | USA Missy Franklin   | 2m04s06 | Londres     | 3 de agosto de 2012   |
| Recorde dos Jogos Pan-Americanos | USA Elizabeth Pelton | 2m08s99 | Guadalajara | 20 de outubro de 2011 |

## Resultados

### Eliminatórias
A eliminatória foi realizada em 15 de julho. 
| Pos. | Bateria | Raia | Nadador            | Nacionalidade      | Tempo   | Notas |
| ---- | ------- | ---- | ------------------ | ------------------ | ------- | ----- |
| 1    | 2       | 4    | Dominique Bouchard | CAN Canadá         | 2:09.59 | QA    |
| 2    | 3       | 4    | Hilary Caldwell    | CAN Canadá         | 2:10.15 | QA    |
| 3    | 2       | 5    | Clara Smiddy       | USA Estados Unidos | 2:11.94 | QA    |
| 4    | 1       | 4    | Kylie Stewart      | USA Estados Unidos | 2:12.30 | QA    |
| 5    | 3       | 5    | Joanna Maranhão    | BRA Brasil         | 2:12.35 | QA    |
| 6    | 1       | 6    | Gisela Morales     | GUA Guatemala      | 2:12.38 | QA    |
| 7    | 3       | 3    | Andrea Berrino     | ARG Argentina      | 2:13.62 | QA    |
| 8    | 1       | 5    | Maria González     | MEX México         | 2:14.28 | QA    |
| 9    | 3       | 6    | Estela Davis       | MEX México         | 2:16.49 | QB    |
| 10   | 2       | 3    | Carolina Colorado  | COL Colômbia       | 2:16.52 | QB    |
| 11   | 1       | 3    | Florencia Perotti  | ARG Argentina      | 2:17.63 | QB    |
| 12   | 3       | 7    | Karen Vilorio      | HON Honduras       | 2:18.45 | QB    |
| 13   | 2       | 6    | Luiza Padovan      | BRA Brasil         | 2:20.08 | QB    |
| 14   | 1       | 2    | Carla González     | VEN Venezuela      | 2:20.25 | QB    |
| 15   | 3       | 2    | McKenna de Bever   | PER Peru           | 2:20.67 | QB    |
| 16   | 2       | 2    | Inés Remersaro     | URU Uruguai        | 2:21.33 | QB    |
| 17   | 2       | 7    | Lara Butler        | CAY Ilhas Cayman   | 2:26.43 |       |

### Final B
A final B foi realizada em 15 de julho. 
| Pos. | Raia | Nadador           | Nacionalidade | Tempo   | Notas            |
| ---- | ---- | ----------------- | ------------- | ------- | ---------------- |
| 9    | 5    | Carolina Colorado | COL Colômbia  | 2:14.87 |                  |
| 10   | 4    | Estela Davis      | MEX México    | 2:16.61 |                  |
| 11   | 1    | McKenna de Bever  | PER Peru      | 2:16.76 | Recorde nacional |
| 12   | 3    | Florencia Perotti | ARG Argentina | 2:17.55 |                  |
| 13   | 7    | Carla González    | VEN Venezuela | 2:18.77 |                  |
| 14   | 6    | Karen Vilorio     | HON Honduras  | 2:19.42 |                  |
| 15   | 2    | Luiza Padovan     | BRA Brasil    | 2:21.17 |                  |
| 16   | 8    | Inés Remersaro    | URU Uruguai   | 2:21.33 |                  |

### Final A
A final A foi realizada em 15 de julho. 
| Pos.              | Raia | Nadador            | Nacionalidade      | Tempo   | Notas                            |
| ----------------- | ---- | ------------------ | ------------------ | ------- | -------------------------------- |
| Medalha de ouro   | 5    | Hilary Caldwell    | CAN Canadá         | 2:08.22 | Recorde dos Jogos Pan-Americanos |
| Medalha de prata  | 4    | Dominique Bouchard | CAN Canadá         | 2:09.74 |                                  |
| Medalha de bronze | 3    | Clara Smiddy       | USA Estados Unidos | 2:11.47 |                                  |
| 4                 | 6    | Kylie Stewart      | USA Estados Unidos | 2:11.92 |                                  |
| 5                 | 2    | Joanna Maranhão    | BRA Brasil         | 2:12.05 | Recorde sul-americano            |
| 6                 | 7    | Gisela Morales     | GUA Guatemala      | 2:13.18 |                                  |
| 7                 | 1    | Andrea Berrino     | ARG Argentina      | 2:14.38 |                                  |
| 8                 | 8    | Maria González     | MEX México         | 2:16.79 |                                  |

Legenda
| Recorde mundial                  | Recorde mundial (World record)               |                       | Recorde africano                      | Recorde africano (African) |                                           | Q | Classificado por posição (Qualified) |
| Recorde dos Jogos Pan-Americanos | Recorde pan-americano (Pan-American record)  | Recorde da América    | Recorde da América (Americas)         | q                          | Classificado por melhor tempo (Qualified) |   |                                      |
| Melhor marca do ano              | Melhor marca do ano (World leading)          | Recorde asiático      | Recorde asiático (Asian)              | DNS                        | Não largou (Did not start)                |   |                                      |
| Recorde nacional                 | Recorde nacional (National record)           | Recorde europeu       | Recorde europeu (European)            | DNF                        | Não terminou (Did not finish)             |   |                                      |
| Recorde pessoal                  | Recorde pessoal do atleta (Personal best)    | Recorde da Oceania    | Recorde da Oceania (Oceania)          | DSQ / DQ                   | Desclassificado (Disqualified)            |   |                                      |
| Recorde da temporada             | Recorde da temporada do atleta (Season best) | Recorde sul-americano | Recorde sul-americano (South America) | NM                         | Sem marca (No mark)                       |   |                                      |